# Il Mattino d'Italia
Il Mattino d'Italia è stato un quotidiano argentino in lingua italiana fondato a Buenos Aires nel 1930.

## Storia
Nella seconda metà degli anni venti del XX secolo l'imprenditore fascista Vittorio Valdani aveva tentato invano la scalata allo storico quotidiano argentino in lingua italiana La Patria degli italiani di Buenos Aires. Egli decise nel 1925 di acquisire la testata Giornale d'Italia; tuttavia l'operazione non diede i frutti sperati. Ma se la stampa fascista continuava ad arrancare, due dei più importanti quotidiani italiani della capitale argentina, La Patria degli italiani e L'Italia del Popolo, si arroccavano su posizioni sempre più apertamente antifasciste.
Nel 1930 Valdani fondò così una nuova testata chiamata Il Mattino d'Italia. Come direttore fu chiamato l'inviato speciale del Popolo d'Italia Mario Appelius. Il nuovo giornale, forte degli appoggi dell'ambasciata e dell'imprenditoria italo-argentina, si dotò di una grande ed organizzata redazione, offrendo ai lettori un quotidiano ricco di notizie di cronaca locale, di spettacoli, di sport. La linea editoriale mantenuta fu quella fascista e monarchica, volta a plasmare la collettività italo-argentina e a superare le divisioni con gli antifascisti. Appelius si dimise dall'incarico di direttore nel 1933; al suo posto subentrò Michele Intaglietta.
La chiusura nel 1931 dello storico quotidiano La Patria degli italiani, favorita per altro dalle mosse dell'ambasciata, e la guerra d'Etiopia segnarono una progressiva crescita del Mattino d'Italia che giunse nel biennio 1935-1936 alle 40 000 copie tirate.
Dopo la caduta del fascismo il 25 luglio 1943 i contributi finanziari provenienti dal governo italiano cessarono di colpo, lasciando così il solo Valdani a farsi carico delle spese. Nell'ottobre 1944 le autorità argentine chiusero il Mattino assieme al quotidiano in lingua tedesca Deutsche La Plata Zeitung.